# Lorado Taft

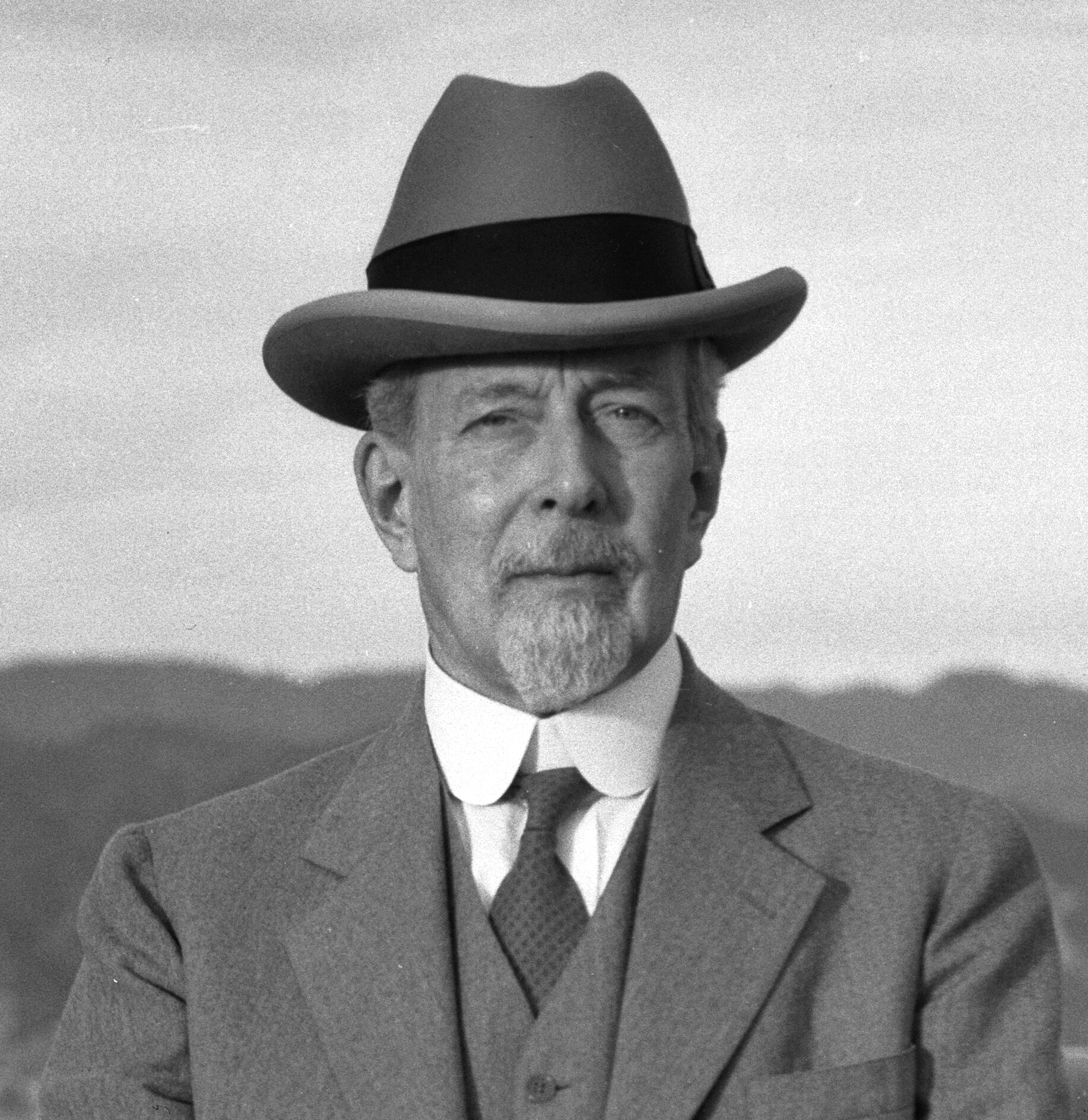
Lorado Taft (1934)

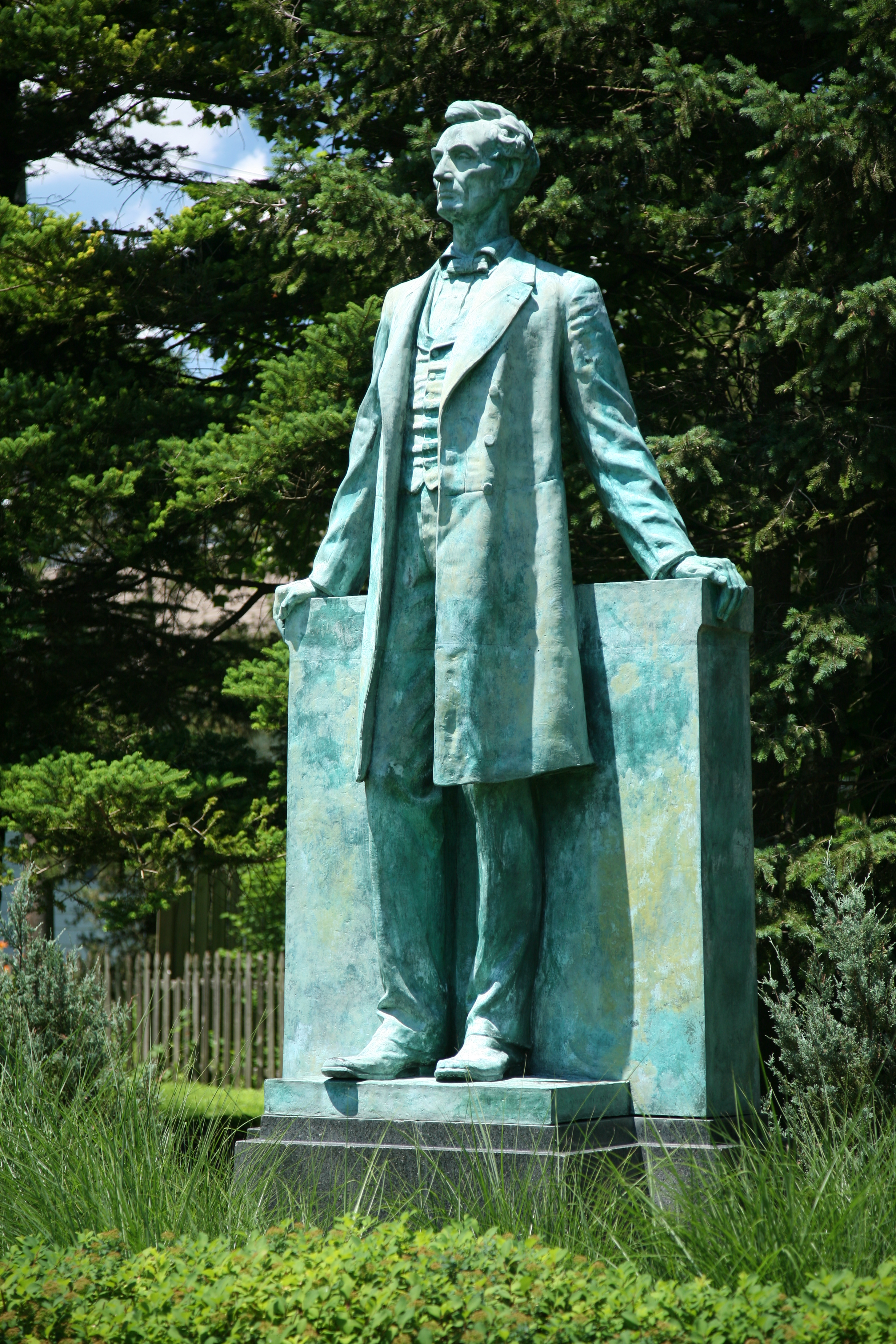
Lincoln the Lawyer (1929) von Lorado Taft in Urbana, Illinois

Lorado Zadoc Taft (* 29. April 1860 in Elmwood; † 30. Oktober 1936 in Chicago) war ein bekannter US-amerikanischer Bildhauer und Schriftsteller des frühen 20. Jahrhunderts.

## Leben
Lorado Zadoc Taft war der älteste Sohn von vier Kindern von Carlos Taft und seiner Frau Mary Lucy Foster. Sein Vater war Professor für Geologie und Zoologie und lehrte an verschiedenen High Schools. Seine Schwester Zulime Taft war Bildhauerin. Er selbst schloss 1880 sein Studium an der University of Illinois mit Auszeichnung (Bachelor) als Professor für Geologie ab. In seiner Jugend war er fasziniert von einem belgischen Bildhauer in Champaign, Illinois, wo sein Vater eine Anstellung hatte. Ende der 1880er Jahre ging Taft nach Frankreich und studierte an der École nationale supérieure des beaux-arts de Paris Bildhauerei. Nach seiner Rückkehr in die Vereinigten Staaten wurde ihm ein Lehramt am Art Institute of Chicago angeboten, das er von 1893 bis 1900 und erneut von 1909 bis 1929 als Dozent für Kunstgeschichte innehatte. Neben seiner Dozententätigkeit schrieb er einige Bücher über Kunstgeschichte im Wandel der Zeit.
Lorado Taft heiratete 1890 Carrie Scales, die nach zweijähriger Ehe an Tuberkulose starb. Vier Jahre später ging er eine zweite Ehe mit Ada Bartlett ein, die ihm drei Töchter gebar. 
Seit 1906 war er gewähltes Mitglied der American Academy of Arts and Letters. 1911 wurde Taft in New York zum Mitglied (NA) der National Academy of Design gewählt.
Er starb am 30. Oktober 1936 in Chicago und wurde auch dort bestattet. Taft gilt bis heute als bedeutendster Absolvent der University of Illinois und seine Werke kann man noch heute in verschiedenen Städten der Vereinigten Staaten bewundern.